# Abrophyllum
Abrophyllum (sinónimo: Brachynema F.Muell.) es un género monotípico de planta fanerógamaes perteneciente a la familia Rousseaceae sensu lato según  Engler, A. en Engler & Prantl y Schulze-Menz, G. K. in Melchior, 1964;  está estrechamente relacionado con  Cuttsia. Tiene una única especie,  Abrophyllum ornans, nativa de Australia (Nueva Gales del Sur y Queensland). Sus hábitats son las selvas lluviosas de temperaturas templdas o subtropicales.

## Descripción
Es un arbusto o pequeño árbol que alcanza los 8 metros de altura. Las hojas son simples de 10-20 cm de longitud y 3-8 cm de ancho, son lternas, lanceoladas, acuminadas, finamente serradas y pecioladas. Las flores se producen en cimas terminales o axilares y son de color amarillento, su sépalo es corte de 2 mm de longitud, los pétalos de 4-5 mm de longitud. El fruto es una pequeña baya de 8-12 mm de longitud que contiene numerosas semillas.

## Taxonomía
Abrophyllum ornans fue descrita por Joseph Dalton Hooker y publicado en Flora Australiensis: a description . . . 2: 437, en el año 1864.
Sinonimia
- Brachynema ornans F.Muell.[2]